# Irina Simaginová
Irina Alexejevna Simaginová (rusky Ирина Алексеевна Симагина), provdaná Melešinová (* 25. květen 1982, Rjazaň) je ruská atletka, dálkařka.

## Kariéra
Na prvním ročníku MS do 17 let v roce 1999 v Bydhošti obsadila ve finále 5. místo. V roce 2002 skončila na halovém ME ve Vídni na čtvrtém místě. O rok později si připsala dva úspěchy. Na světové letní univerziádě v jihokorejském Tegu získala zlatou medaili. Uspěla rovněž na evropském šampionátu do 23 let v Bydhošti, kde získala stříbro.
Na letních olympijských hrách 2004 v Athénách obsadila druhé místo výkonem 705 cm. Stejný výkon předvedla také Ruska Taťjana Kotovová, která však měla horší druhý pokus a brala bronz. Na stupních vítězů je doplnila další Ruska Taťána Lebeděvová, ta zvítězila pokusem dlouhým 707 cm.
Jejím posledním úspěchem je bronzová medaile, kterou vybojovala na halovém MS 2008 ve Valencii. Na Mistrovství světa v atletice 2009 v Berlíně skončila v kvalifikaci s výkonem 639 cm na celkovém 19. místě a mezi nejlepších dvanáct nepostoupila.
V dubnu 2012 byla potrestána za porušení pravidel proti dopingu zákazem startu na dva roky do února 2014.

## Osobní rekordy
- hala – 696 cm – 21. února 2008, Stockholm
- venku – 727 cm – 31. červenec 2004, Tula